# 内藤久夫
内藤 久夫（ないとう ひさお、1954年〈昭和29年〉2月25日 - ）は、日本の政治家、実業家。山梨県韮崎市長（2期）。
父親は1978年から4期韮崎市長を務めた内藤登。

## 来歴
山梨県韮崎市出身。山梨県立韮崎高等学校卒業。慶應義塾大学法学部政治学科卒業。日立金属に就職後、1980年（昭和55年）、家業の段ボール製品製造業、内藤製材所（現・株式会社内藤）に入社。1987年（昭和62年）、同社社長に就任。
2012年（平成24年）5月、韮崎市商工会長に就任。
2014年（平成26年）11月9日告示、11月16日投票の韮崎市長選挙に無投票で初当選した。11月28日、市長就任。
2018年（平成30年）、無投票で再選。